# Município de Cardington (condado de Morrow, Ohio)
Localização do Ohio nos E.U.A.
O município de Cardington (em inglês: Cardington Township) é um local localizado no condado de Morrow no estado estadounidense de Ohio. No ano 2010 tinha uma população de 3095 habitantes e uma densidade populacional de 50,09 pessoas por km².

## Geografia
O município de Cardington encontra-se localizado nas coordenadas 40° 31′ 12″ N, 82° 54′ 50″ O. Segundo a Departamento do Censo dos Estados Unidos, o município tem uma superfície total de 61.78 km², da qual 61,78 km² correspondem a terra firme e (0 %) 0 km² é água.

## Demografia
Segundo o censo de 2010, tinha 3095 pessoas residindo no município de Cardington. A densidade de população era de 50,09 hab./km².